# Anton Cromme
Anton Cromme (auch Antonius Cromme; * 6. Juni 1901 in Damme (Dümmer); † 21. Juli 1953 in Vechta) war ein deutscher Apotheker und Politiker (CDU).

## Leben
Cromme war der Sohn des Apothekers Karl bzw. Carl Julius Cromme (1869–1934) und dessen Ehefrau Antonia, genannt Toni, geborene Bothe (1875–?). Zu seinen Brüdern zählten der Ingenieur Hans Cromme und der Ingenieur und Senator Carl Cromme.
Er besuchte zunächst die Volksschule in Damme und wechselte Später auf ein  humanistisches Gymnasium in Vechta. Hier absolvierte er sein Abitur und begann im Anschluss eine Ausbildung in der Pharmazie. Cromme schloss hieran ein Studium an der Technischen Hochschule in Braunschweig, welches er im Jahr 1925 mit dem Staatsexamen abschloss. Seit dem Jahr 1933 war er als selbständiger Apotheker in Vechta tätig. Er war Mitglied des Stadtrates in Vechta, dessen Vorsitz er führte. Im Jahr 1933 wurde er aus seinen Ämtern enthoben. Nach Ende des Zweiten Weltkrieges war er von November 1945 bis November 1948 Bürgermeister in Vechta. Er war im Jahr 1945 Mitbegründer der CDU im Kreis Vechta und gehörte seit 1945 zunächst als ernanntes, später als gewähltes Mitglied dem Stadtrat sowie dem Kreistag an. Vom 12. Januar 1948 bis zu seiner Wahl in den Niedersächsischen Landtag im Jahr 1951 war er 1. Vorsitzender des größten Sportvereins der Stadt Vechta, des SFN Vechta.
Cromme war in der 2. Wahlperiode Mitglied des Niedersächsischen Landtages vom 6. Mai 1951 bis 21. Juli 1953.